# Bracon semipunctatus
Bracon semipunctatus är en stekelart som beskrevs av Gaspard Auguste Brullé 1846. Bracon semipunctatus ingår i släktet Bracon och familjen bracksteklar. Inga underarter finns listade.